# Jack E. Davis
Jack Emerson Davis est un auteur et professeur d'histoire en Floride. Il est titulaire de la chaire « Rothman Family » et enseigne l'Histoire de l'environnement et les études sur la développement durable à l'Université de Floride. En 2002-2003, il enseigne sur une bourse Fulbright à l'Université de Jordanie à Amman, en Jordanie.
Davis reçoit le prix Pulitzer d'histoire 2018 pour son livre The Gulf: The Making of an American Sea. Il a également écrit An Everglades Providence: Marjory Stoneman Douglas and the American Environmental Century, une double biographie de Marjory Stoneman Douglas et des Everglades de Floride ; et Race Against Time: Culture and Separation in Natchez since 1930. Avec Raymond Arsenault, il édite Paradise Lost?: The Environmental History of Florida, un recueil d'essais sur l'histoire de la relation humaine avec la nature floridienne.

## Biographie
Davis obtient un BA (1985) et une MA (1989) de l'université du Sud de la Floride, ainsi qu'un doctorat en 1994 de l'Université Brandeis. Avant de rejoindre la faculté de l'Université de Floride, il enseigne à l'Université d'Alabama de Birmingham, où il est directeur des études environnementales. Il enseigne également au Collège Eckerd.
Race Against Time: Culture and Separation in Natchez Since 1930 remporte le prix Charles S. Sydnor du meilleur livre d'histoire du sud publié en 2001. An Everglades Providence (2009), reçoit la médaille d'or du Florida Book Award dans la catégorie non-fiction. En plus de remporter un prix Pulitzer, The Gulf: The Making of an American Sea reçoit le prix Kirkus 2017 en non-fiction et est finaliste pour le National Book Critics Circle Award. Le livre couvre l'histoire du golfe du Mexique de la formation géologique à nos jours (2016).
Ses autres œuvres comprennent The Wide Brim: Early Poems and Ponderings of Marjory Stoneman Douglas (2002) ; Making Waves: Female Activists in Twentieth-Century Florida (2003), édité par Kari Frederickson et Davis ; et Le mouvement des droits civiques (2000).

## Publications
- The Bald Eagle: The Improbable Journey of America's Bird. W W Norton & Co Inc 2022  (ISBN 9781631495250).
- The Gulf: The Making of an American Sea. W W Norton & Co Inc 2018.  (ISBN 9781631494024), (OCLC 1037248759).
- An Everglades Providence: Marjory Stoneman Douglas and the American Environmental Century Athens : Univ Of Georgia Press, 2011.  (ISBN 9780820337791), (OCLC 696916151).
- Race Against Time: Culture and Separation in Natchez since 1930. Baton Rouge, La. : Louisiana State University Press, 2001.  (ISBN 9780807130278), (OCLC 56654733).
- The Wide Brim: Early Poems and Ponderings of Marjory Stoneman Douglas (Florida History and Culture) April 15, 2002.
- Making Waves: Female Activists in Twentieth-Century Florida Gainesville : University Press of Florida, 2003.  (ISBN 9780813027678), (OCLC 50348066).
- The Civil Rights Movement  Malden (Mass.); Oxford : Blackwell, 2001.  (ISBN 9780631220442), (OCLC 491974296).